# Hofstede (Collendoorn)
Hofstede of 't Hogeholt was een havezate in de Nederlandse buurtschap Collendoorn, provincie Overijssel. De havezate lag op 't Holt en bestond uit diverse erven. 't Hogeholt was slechts van 1659 tot 1664 officieel een havezate.

## Geschiedenis
Het goed 't Holt lag op de rechteroever van de Vecht en was een leen van de bisschop van Utrecht. In de 14e eeuw had de familie Van den Rutenberg het goed in leen. De belangrijkste grondeigendommen van deze familie waren gelegen nabij Hardenberg, waar zij in het bezit waren van het Huis ten Clooster. Toen Agnes van den Rutenberg trouwde met Johan van den Clooster - hij had zich vernoemd  naar het Huis ten Clooster dat hij in achterleen hield van zijn schoonvader Steven - kwam 't Holt in eigendom van de familie Van den Clooster. 

### Familie Hundeborch
In 1379 kreeg Johan Hundeborch zowel 't Holt als Ten Clooster in bezit dankzij zijn huwelijk met erfdochter Agnes van den Clooster. Johan stond aan de zijde van Reinold van Coeverden, die in de jaren 90 van de 14e eeuw in conflict kwam met de Utrechtse bisschop Frederik van Blankenheim. In 1395 belegerde de bisschop de burcht van Coevorden, die op dat moment werd verdedigd door Johan. Na zes weken gaf Johan de burcht over maar wist voor zichzelf een vrijgeleide te krijgen.
Waarschijnlijk is 't Holt door het leger van de bisschop verwoest, waarna Johan in 1398 het goed Singraven - eveneens een bisschoppelijk leen - aankocht om zich daar te vestigen. 't Holt zou nu als een achterleen onder de leenkamer van Singraven vallen. 
Roelof Hundeborch volgde in 1409 zijn vader Johan op en erfde Ten Clooster en 't Holt. Op dat moment werd de erve op 't Holt ook wel aangeduid als de Hofstede. De eigenaren woonden er overigens niet zelf maar verpachtten het goed. Roelofs gelijknamige zoon erfde in 1456 Ten Clooster en 't Holt, maar 't Holt verkocht hij in 1461 aan Wolter Stelling. Overigens bleef 't Holt wel als achterleen ressorteren onder Huis ten Clooster en was dus officieel nog steeds in eigendom van de eigenaren van Ten Clooster. Vanaf midden 16e eeuw veranderde dat en kwam 't Holt onder het Huis Collendoorn te vallen.
't Holt werd in 1469 over twee eigenaren verdeeld. De jonge Roelof Hundeborch gaf in dat jaar het erve Hofstede in leen aan Arend Blanckvoort, maar de twee naastgelegen erven - die de namen 't Hogeholt en 't Lege Holt droegen - werden verkocht aan de Deventer magistraat Johan van Graes.

### Hofstede
De Hofstede kwam in 1484 in bezit van Roelof Hundeborchs zoon Roelof junior, die vanaf dat jaar als riddermatige meedeed aan de landdagen. Het erve bleef hierna binnen de familie en kwam als erfenis in 1539 toe aan Lubbert Blanckvoort.
Het was niet vanzelfsprekend dat Lubbert Blanckvoort lid kon worden van de Ridderschap. Pas nadat in 1546 zijn riddermatige afkomst officieel was vastgesteld, mocht hij lid worden en daardoor deelnemen aan de landdagen. Lubbert verhuisde overigens van de Hofstede naar het Huis Collendoorn, dat hij enkele jaren eerder had aangekocht. Hij overleed in 1604 of 1605, waarna de Hofstede in handen kwam van zijn zoon Arend.
Tijdens de Tachtigjarige Oorlog koos de katholiek gebleven Arend Blanckvoort voor de Spaanse zijde. Hij verscheen dan ook op de Spaanse landdagen in Oldenzaal, voor het laatst in 1621. Uit zijn huwelijk met Dirkje van Eerde kwam een zoon Lubbert, die de Hofstede van zijn vader zou erven. Lubbert had het financieel niet breed: hij erfde vrijwel niets van zijn moeder en moest het dus alleen hebben van de Hofstede. Als weinig vermogend man lukte het hem ook niet een goed huwelijk te sluiten. In 1660 trouwde hij met Lysbeth Harms, met wie hij vier jaar later een zoon Hermannus kreeg. Lubbert overleed rond 1667, waarna zijn weduwe hertrouwde met Derk Geerts, die de Hofstede uitbaatte als boerenbedrijf.
In 1671 droegen de voogden van de nog minderjarige Hermannus Blanckvoort de Hofstede over aan zijn familielid Willem Blanckvoort. Hermannus woonde bij Willem in en kreeg daar ook zijn opleiding. Uiteindelijk vertrok Hermannus naar Zwolle om daar een bakkerij te openen bij de Sassenpoort. Hij zou zich naar zijn oude bezit Hermannus Lubberts van de Hofstede gaan noemen.

#### Geen havezate

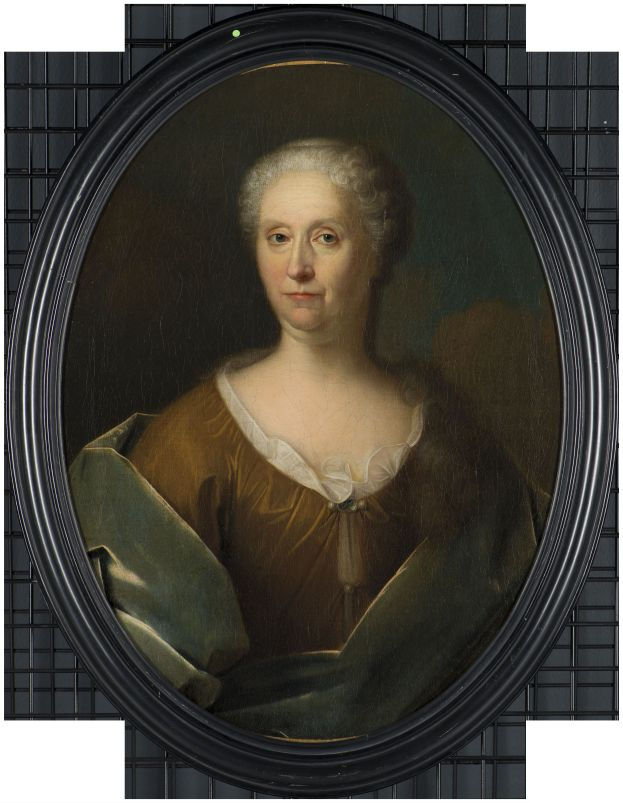
Johanna Judith Blanckvoort

Willem Blanckvoort (1619-1688) had samen met zijn echtgenote Aleid Geertruid van Hemert de buitenplaats Blankenhemert gebouwd. Nu hij ook eigenaar was van de Hofstede, verzocht hij in 1676 aan de Staten van Overijssel om dit goed erkend te krijgen als havezate. Dit lukte hem echter niet, want in 1659 was het erve 't Hogeholt al erkend als havezate en het was volgens de Staten niet logisch om nu ook de Hofstede - een onderdeel van hetzelfde landgoed 't Holt - deze status toe te kennen. Hierna zakte de Hofstede verder terug in aanzien en was het nog slechts een boerderij.
Na Willems overlijden in 1688 kwamen zowel Blankenhemert als de Hofstede in bezit van zijn dochter Johanna Judith Blanckvoort (1669-1739) en haar echtgenoot Pico Galenus van Sytzama (1661-1727). Johanna Judith had tijdens haar jeugd veel tijd doorgebracht op de Hofstede. Het erve kwam vervolgens toe aan hun zoon Pier Willem van Sytzama (1688-1759) en daarna weer naar diens zoon Pico Galenus van Sytzama (†1781). Omdat Pico overleed zonder nakomelingen, kwam de Hofstede in bezit van zijn zuster Clara Feyoena.

#### Verkoop
Na Clara Feyoena's overlijden in 1807 erfde haar kleindochter Maria Clara gravin van Rechteren alle bezittingen, waaronder de Hofstede. Maria's echtgenoot Jacob van Foreest verkocht in 1842 de Hofstede aan de landbouwer Hendrik Linters, die op het erf ging wonen. Zijn zoon verkocht het erf in 1885 aan Egbert van den Poll, die de oude boerderij liet afbreken en er een nieuwe hoeve bouwde. Bij de hoeve behoorden overigens nog het oude recht op zitplaatsen in de kerk en een begraafplek op het kerkhof.
De huidige hoeve staat bekend als Ydenhoeve. Deze naam is echter al veel ouder en waarschijnlijk een verwijzing naar Ida van de Hofstede die de boerderij rond 1700 pachtte.

### 't Hogeholt
De twee boerenerven 't Hogeholt en 't Lege Holt waren in 1469 gekocht door Johan van Graes, maar vielen in de 16e eeuw weer terug aan de eigenaren van het huis Ten Clooster. In 1601 bezat Herman van den Camp het erve 't Lege Holt, terwijl zijn zuster Cunera over 't Hogeholt beschikte. Cunera was gehuwd met Ernst Mulert en zij liet 't Hogeholt na aan hun zoon Albert graaf van Mulert. Alberts weduwe Maria van den Tempel verkocht 't Hogeholt in 1648 aan Gerhard Sloet tot Oldenhof.

#### Havezate
Gerhard Sloet verzocht de Staten van Overijssel om erve 't Hogeholt als havezate te erkennen. Dat lukte en in 1659 werd 't Hogeholt officieel een havezate, op basis van het argument dat het erve ooit in bezit was geweest van de riddermatige familie Hundeborch. De Staten hielden hierbij echter geen rekening met het feit dat 't Hogeholt eigenlijk slechts een van de erven was op het goed 't Holt en dat de Hofstede meer aanspraak op de titel kon maken.
Het was Sloet overigens niet te doen om 't Hogeholt zelf. Direct na de erkenning verzocht hij de Staten namelijk om toestemming om het zojuist verworven recht van havezate te mogen transporteren naar een willekeurig ander erf of huis. Dit bood hem namelijk de kans om 't Hogeholt te verkopen aan iemand die niet zo zeer het erve zelf wilde hebben maar wel verlegen zat om het lucratieve recht van havezate. Sloet wist inderdaad in 1664 't Hogeholt te verkopen en wel aan Steven Blanckvoort, die vervolgens het recht van havezate verlegde van 't Hogeholt naar een van zijn belangrijkere eigendommen, namelijk het Hoogehuis in IJsselmuiden.

## Beschrijving
In de 14e eeuw woonde eigenaar Johan Hundeborch met zijn gezin op 't Holt, maar het is niet duidelijk waar zijn woonplek zich bevond. Een mogelijkheid is het Jodenbergje: deze heuvel bij de Vecht lijkt namelijk een motte te zijn geweest. Oorspronkelijk lag er nog een tweede heuveltje naast - mogelijk een voorburcht - maar dit heuveltje is later afgegraven toen de Vecht werd gekanaliseerd. De twee heuveltjes lagen op een omgracht terrein. In 1379 liet Johan hier mogelijk ook een kapel bouwen die als begraafplaats voor zijn familie werd gebruikt. Uiteindelijk werd in 1761 het overgebleven heuveltje in gebruik genomen als joodse begraafplaats en kreeg de naam Jodenbergje.
Op de plek van de huidige boerderij Ydenhoeve stond al in 1383 de boerderij Hofstede, als mogelijke opvolger van het al vroeg verdwenen mottekasteel bij de Vecht. Er heeft verder nooit een adellijk huis gestaan op het landgoed 't Holt. De status van de boerderij Hofstede nam in de 17e eeuw verder af en uiteindelijk is de boerderij rond 1885 afgebroken en door nieuwbouw vervangen.
Ahnem · Den Alerdinck · Arendshorst · Arkelstein · Averbergen · Beerze · Den Berg · Bergentheim · Blankena · Borgele · Boskamp · Boxbergen · Bredenhorst · Buckhorst · Campherbeek · Collendoorn · Den Dam · Dieze · Dingshof · Den Doorn · Hof te Dorth · Eerde · Egede · De Gelder · Gerner · Glinthuis · Gramsbergen · De Groote Scheere · De Grote Weede · De Haere · Haerst · Hagenvoorde · Heemse · Herxen · Hoenlo · Hofstede · 't Hogeholt · Hogenhof · 't Hoogehuis · Junne · Kranenburg · Krijtenberg · De Kuile · Het Laar · Langeveldslo · Leemcule · Luttenberg · Melenhorst · Mennigjeshave · Nijenhuis · Oosterveen (Junne) · Oosterveen (Nieuwleusen) · Den Ordel · De Pol (Olst) · De Pol (IJhorst) · Pothof · Rande · Rechteren · Het Reelaer · Rhaan · Rutenberg · Schoonheten · Schuilenburg · Vechterweerd · Velner · Venebrugge · Verborg · Voorst · Vrieswijk · Werkeren · Westerveld · Windesheim · Wittenstein · Wolfshagen · Zuthem